# Асклепиодот (консул 423 г.)
Флавий Асклепиодот или Асклепиад (на латински: Flavius Asclepiodotus; Asclepiades) е политик на Източната Римска империя през 5 век.
Асклепиодот е езичник и брат на философа софист Леонтий, който е баща на Атиниада, която приема християнската вяра и се омъжва през 421 г. за император Теодосий II; прекръства се на Елия Евдокия и през 423 г. става Августа.
През 422 г. Асклепиодот e comes sacrarum largitionum. От 14 февруари 423 до 1 февруари 425 г. той е преториански префект на Изтока. През 423 г. той става консул. Колегата му в Западната Римска империя е Авит Мариниан.